# Гойкович, Майя
Майя Гойкович (серб. Maja Gojković, Маја Гојковић; род. 22 мая 1963, Нови-Сад, СФРЮ) — сербский адвокат и политик, председатель Народной скупщины Сербии с 23 апреля 2014 по 3 августа 2020 года.
Является членом Сербской прогрессивной партии.

## Образование
В 1987 году окончила юридический факультет Нови-Садского университета с 1989 года работала в семейной юридической фирме Gojković.

## Политическая карьера
Она была одним из основателей Сербской радикальной партии. Сначала она была генеральным секретарём, а затем вице-президентом Исполнительного совета и заместителем лидера партии. Она также была юридическим советником Воислава Шешеля перед Международным трибуналом по бывшей Югославии.
С 1992 года она была членом парламента Союзной Республики Югославии, а в 1996—2000 годах — членом парламента Воеводины. С марта 1998 по ноябрь 1999 года занимала должность министра без портфеля в правительстве Сербии, а затем вице-премьер-министра союзного правительства Югославии. С октября 2004 по июнь 2008 года была мэром города Нови-Сад.
В 2008 году она вышла из рядов Сербской радикальной партии. Гойкович стояла во главе Народной партии, присоединилась к коалиции «Объединённые регионы Сербии». В 2012 году она получила мандат народного депутата Народной скупщины Республики Сербия, в том же году присоединилась к Сербской прогрессивной партии.
23 апреля 2014 года была избрана Председателем Народной скупщины Сербии.